# Sainte-Colombe (Gironda)
Sainte-Colombe é uma comuna francesa na região administrativa da Nova Aquitânia, no departamento de Gironda. Estende-se por uma área de 4,06 km². Em 2010 a comuna tinha 431 habitantes (densidade: 106,2 hab./km²).